# Dothí
Dothí är en ort i Mexiko.   Den ligger i kommunen Huichapan och delstaten Hidalgo, i den sydöstra delen av landet, 130 km norr om huvudstaden Mexico City. Dothí ligger 1 979 meter över havet och antalet invånare är 233.
Terrängen runt Dothí är kuperad åt nordost, men åt sydväst är den platt. Runt Dothí är det ganska tätbefolkat, med 72 invånare per kvadratkilometer. Närmaste större samhälle är Huichapan, 7,4 km söder om Dothí. I omgivningarna runt Dothí växer huvudsakligen savannskog.